# Улица Чонкадзе
Улица Чонкадзе (груз. ჭონქაძის ქუჩა) — улица в Тбилиси, от улицы Амаглеба до улицы Мтацминда

## История
Названа в честь грузинского писателя Даниела Чонкадзе (1830—1860). Прежнее название — улица Гудовича. Территория начала застраиваться в середине XIX века, ранее территорию у подножия горы Мтацминда занимали Сололакские сады. Застройка территории происходила в соответствии с утвержденными городскими властями планами, предопредилившими прямоугольное уличное членение. Однако сильная пересечённость местности у подножия горы не позволила осуществить эти намерения в полной мере, там улицы имеют значительное искривление.
В 1905 году с улицы была устроена канатно-железная дорога (инженер Л. Бланш) на вершину горы Мтацминда.

## Достопримечательности

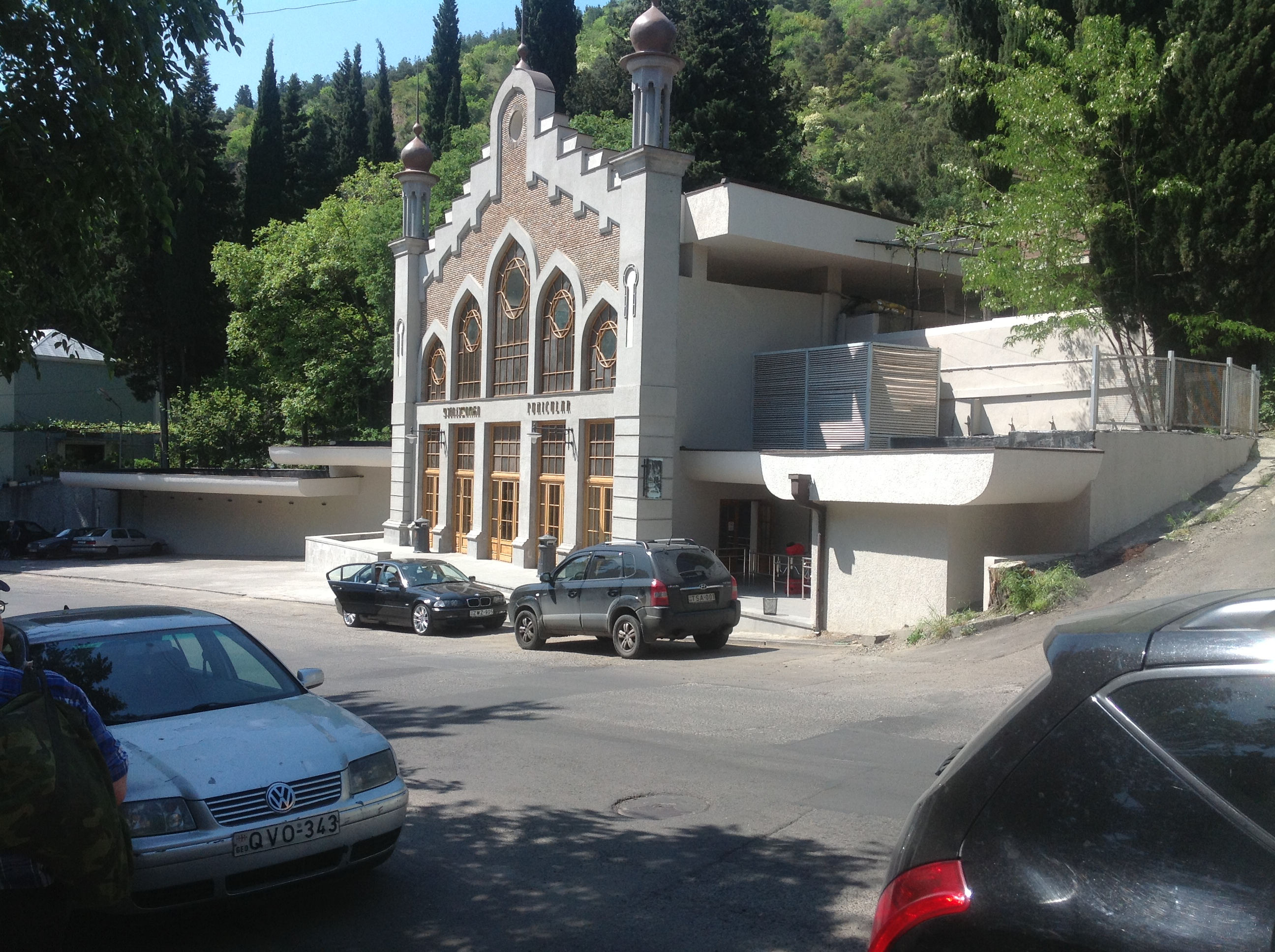
Нижняя станция фуникулёра

Нижняя станция фуникулёра на гору Мтацминда.
д. 4 имеет интересно архитектурно оформленную парадную-лестницу
д. 12 — Бывший дом Бозарджянца (архитектор М. П. Оганджанов).
Жилой дом работников Тифлисской республиканской конторы Госбанка СССР (1927, архитектор Г. Тер-Микелов)

## Известные жители
д. 3 — Раффи (мемориальная доска)

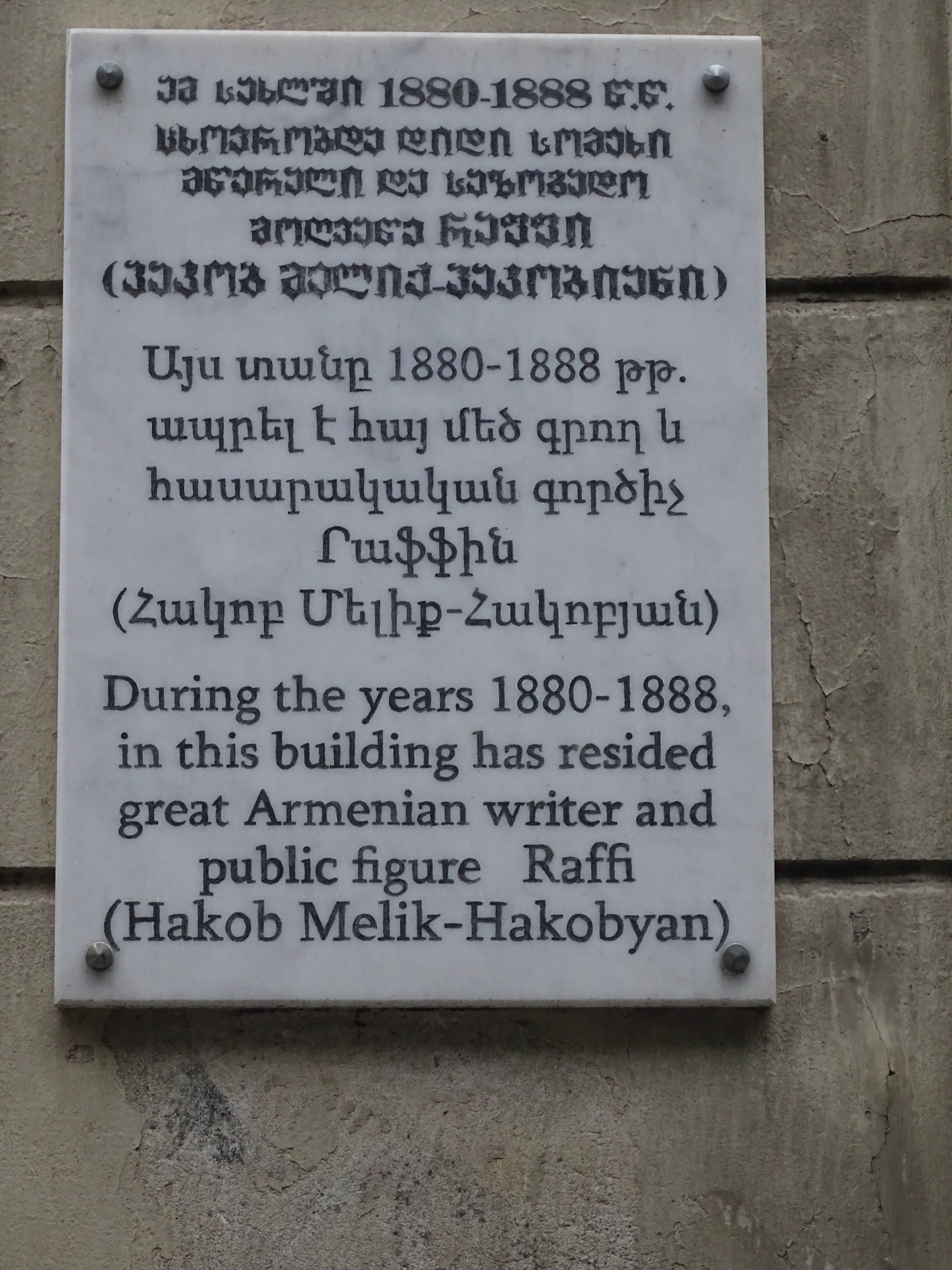
Мемориальная доска Раффи

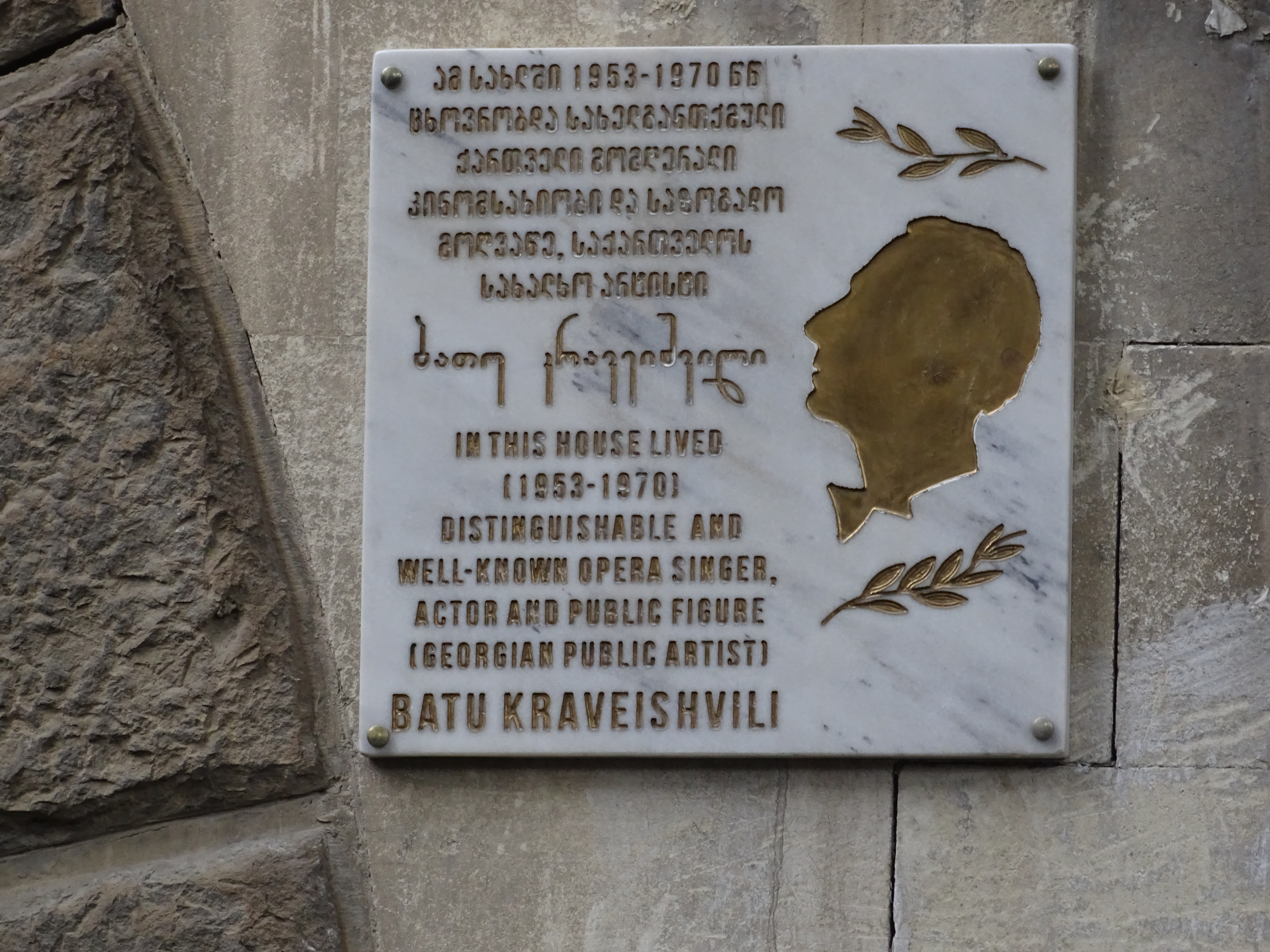
Мемориальная доска Кравейшвили

д. 7 — архитектор Александр Шимкевич (собственный дом).
д. 12 — Бату (Варфоломей) Кравейшвили (мемориальная доска)
В доме на углу с улицей Чайковского (№ 12, в те времена эта улица называлась Консульской) у своего брата Анатолия Ильича останавливался в свои приезды в город П. И. Чайковский (мемориальная доска).
В марте 1920 года в доме Сегала на улице жила О. Л. Книппер-Чехова